# Paris Nogari

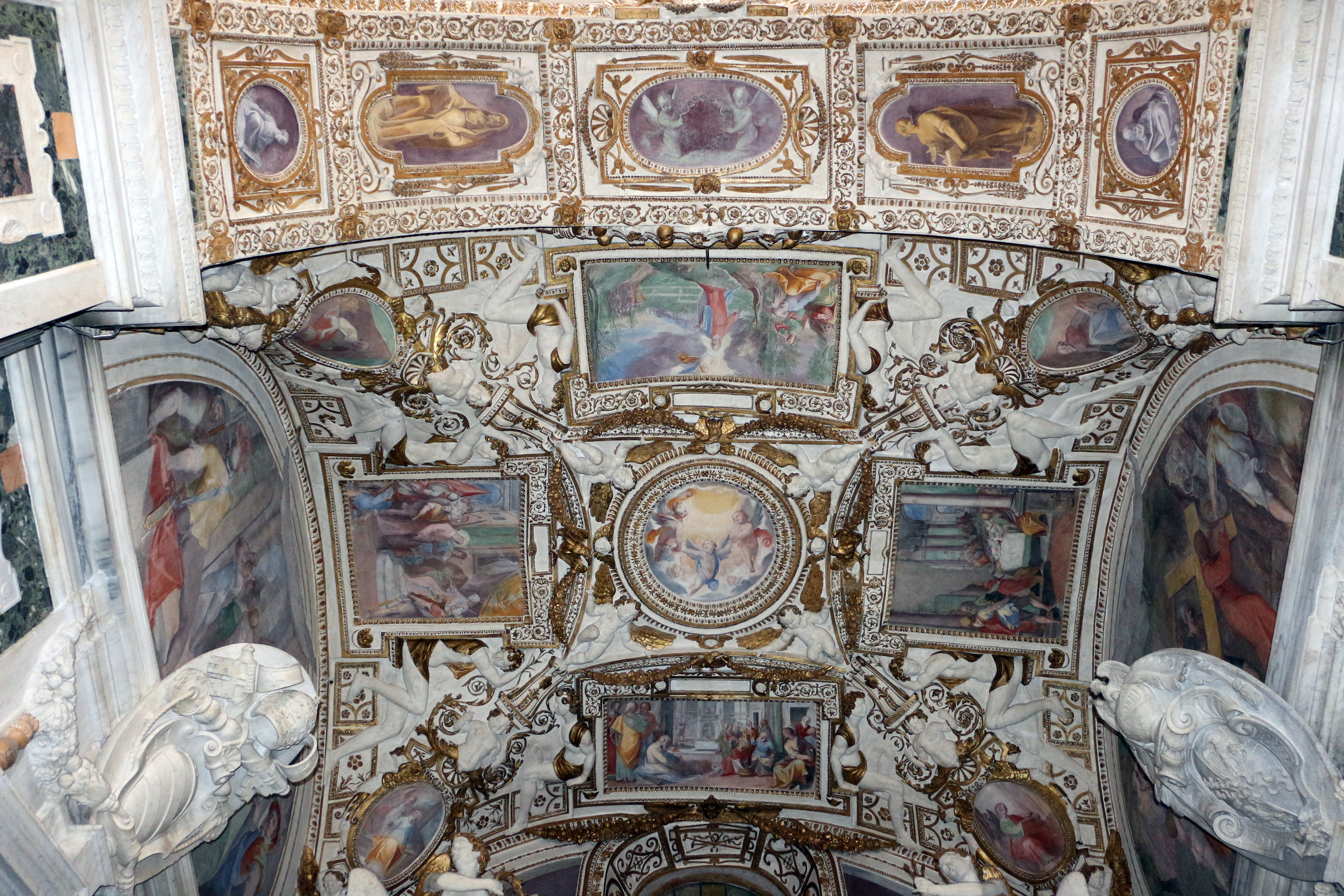
Fresker i Santissima Trinità dei Monti i Rom.

Paris Nogari, född omkring 1536 i Rom, död i maj 1601, var en italiensk målare. Han har utfört fresker i bland annat Sant'Andrea delle Fratte, Madonna dei Monti, Santa Maria Maggiore, Santa Susanna och Santissima Trinità dei Monti.